# Rita rita
Rita rita (tên thường gọi: Rita (tiếng Anh), রিঠা (Bengal)) là một loài cá thuộc Họ Cá lăng. Loài cá này phân bố ở Afghanistan, Bangladesh, Ấn Độ, Myanmar, Nepal và Pakistan. Nó là một trong các loài lớn của chi, phát triển đến chiều dài 150 cm.
R. rita là một cá ăn thịt, phần lớn trong chế độ ăn uống của nó bao gồm các động vật thân mềm. Ngoài ra, nó ăn cá nhỏ, động vật giáp xác, côn trùng, cũng như các chất hữu cơ phân hủy.